# Rotraud von Kulessa
Rotraud von Kulessa (* 13. August 1966 in Stade) ist eine deutsche Romanistin und Literaturwissenschaftlerin.

## Leben und Werk
Von Kulessa legte 1986 das Abitur am Gymnasium Burgdorf ab, daraufhin absolvierte sie eine Ausbildung zur Bankkauffrau. Im Jahre 1988 nahm sie schließlich ein Studium mit den Fächern Deutsch und Französisch auf Lehramt auf, das sie 1993 mit dem ersten Staatsexamen an der Albert-Ludwigs-Universität abschloss. Daraufhin begann sie mit ihrer Promotion zum Thema Françoise de Grafigny. Lettres d’une Péruvienne. Interpretation, Genese, Rezeption, welche sie 1996 abschloss. Zwischenzeitlich war sie als Lektorin an der Universität Paris IV Sorbonne tätig.  
Im Schuljahr 1999/2000 folgte das erste Jahr ihres Referendariats für das Lehramt. Von 2002 bis 2011 war sie als wissenschaftliche Angestellte am Romanischen Seminar der Albert-Ludwigs-Universität Freiburg für französische und italienische Literaturwissenschaft tätig. Während ihrer Tätigkeit als wissenschaftliche Angestellte habilitierte sie sich im Jahr 2008 zum Thema La position de l’autrice dans le champ littéraire en France et en Italie à l’époque 1900. Seit 2011 ist sie Ordinaria für Romanische Literaturwissenschaft (Französisch und Italienisch) an der Universität Augsburg. Außerdem wirkt von Kulessa im Moment als Studiendekanin an der Philologisch-Historischen Fakultät in der universitären Selbstverwaltung mit.
Zu ihren Forschungsschwerpunkten zählen vor allem die Spieltheorie, der Querelle-Begriff, Immigrationsliteratur, das Konzept der sensibilité in der französischen Literatur des 18. Jahrhunderts, das literarische Feld im 19. Jahrhundert, transkulturelle italophone Literatur des 21. Jahrhunderts und die weiblichen Genealogien von der Renaissance bis zum 19. Jahrhundert.

## Werke
Monographien
- [Mit Maximilian Gröne und Frank Reiser]: Spanische Literaturwissenschaft: Eine Einführung. Tübingen: Gunter Narr Verlag 2009/2 2012.
- Entre la reconnaissance et l’exclusion. La position de l’autrice dans le champ littéraire en France et en Italie à l’Epoque 1900. Paris: Honoré Champion 2011 (Bibliothèque de la littérature générale et comparée, sous la direction de Jean Bessière, 90).
- [Mit Maximilian Gröne und Frank Reiser]: Italienische Literaturwissenschaft: Eine Einführung. Tübingen: Gunter Narr Verlag 2007/2 2011.
- Françoise de Grafigny : Lettres d’une Péruvienne. Interpretation, Genese und Rezeption eines Briefromans aus dem 18. Jahrhundert. Stuttgart/Weimar: Metzler 1997 (Ergebnisse der Frauenforschung, 46).